# Enginyeria de sistemes
L'enginyeria de sistemes és l'aplicació d'esforços d'enginyeria per a transformar una necessitat d'operació en una descripció de paràmetres de rendiment del sistema informàtic i una configuració del sistema a través de l'ús d'un procés iteratiu de definició, síntesi, anàlisi, disseny, prova i avaluació; integrar paràmetres tècnics relacionats per a assegurar la compatibilitat de tots els interfases de programa i funcionals de manera que optimitzi la definició i disseny del sistema total; i integrar factors de fiabilitat, mantenibilitat, seguretat, supervivència, humans i altres en l'esforç d'enginyeria total a fi de complir els objectius de cost, planificació i rendiment tècnic.